# Slovenija na Zimskih olimpijskih igrah 2022
Slovenija je na Zimskih olimpijskih igrah 2022 v Pekingu na Kitajskem nastopila s 42 športniki v šestih športih. Zastavonoši na odprtju iger sta bila Ilka Štuhec in Rok Marguč. Slednji je zamenjal prvotno predvidenega Žana Koširja.

## Dobitniki medalj
Slovenski športniki so osvojili pet posamičnih kolajn in dve ekipni. Zlato in bronasto posamično kolajno iz ženskih posamičnih smučarskih skokov na srednji skakalnici sta osvojili Urša Bogataj (zlata) in Nika Križnar (bronasta). Srebrno ter bronasto kolajno v deskanju na snegu sta osvojila Tim Mastnak (srebrno, moški paralelni veleslalom) in Gloria Kotnik (bronasta, ženski paralelni slalom). Peto posamično kolajno pa je osvojil Žan Kranjec v moškem veleslalomu. Prvo ekipno kolajno tj. zlato kolajno, je prejela četverica smučarskih skakalcev (Peter Prevc, Timi Zajc, Urša Bogataj in Nika Križnar) na tekmi mešanih ekip. Drugo ekipno (srebrno) in skupno sedmo kolajno je prejela četverica smučarskih skakalcev (Peter Prevc, Timi Zajc, Cene Prevc in Lovro Kos) na tekmi mešanih ekip.
| Medalja  | Športnik                                        | Šport             | Disciplina                     | Datum      |
| -------- | ----------------------------------------------- | ----------------- | ------------------------------ | ---------- |
| Zlata    | Urša Bogataj                                    | smučarski skoki   | srednja skakalnica, ženske     | 5 februar  |
| Zlata    | Nika Križnar Timi Zajc Urša Bogataj Peter Prevc | smučarski skoki   | mešana ekipna tekma            | 7 februar  |
| Srebrna  | Tim Mastnak                                     | deskanje na snegu | moški paralelni veleslalom     | 8 februar  |
| Srebrna  | Žan Kranjec                                     | alpsko smučanje   | moški veleslalom               | 13 februar |
| Srebrna  | Lovro Kos Cene Prevc Timi Zajc Peter Prevc      | smučarski skoki   | ekipna tekma, velika skaklnica | 14 februar |
| Bronasta | Nika Križnar                                    | smučarski skoki   | srednja skakalnica, ženske     | 5 februar  |
| Bronasta | Glorija Kotnik                                  | deskanje na snegu | ženski paralelni veleslalom    | 8 februar  |

## Potrjeni športniki

### Alpsko smučanje
- Meta Hrovat
- Tina Robnik
- Ana Bucik
- Andreja Slokar
- Neja Dvornik
- Ilka Štuhec
- Maruša Ferk Saioni
- Žan Kranjec
- Boštjan Kline
- Miha Hrobat
- Nejc Naraločnik

### Biatlon
- Polona Klemenčič
- Živa Klemenčič
- Jakov Fak
- Miha Dovžan
- Rok Tršan
- Lovro Planko

### Deskanje na snegu
- Gloria Kotnik
- Urška Pribošič
- Žan Košir
- Tim Mastnak
- Rok Marguč
- Tit Štante

### Nordijska kombinacija
- Vid Vrhovnik

### Smučarski skoki
- Nika Križnar
- Ema Klinec
- Urša Bogataj
- Špela Rogelj
- Anže Lanišek
- Lovro Kos
- Timi Zajc
- Cene Prevc
- Peter Prevc

### Smučarski teki
- Anamarija Lampič
- Eva Urevc
- Anja Mandeljc
- Neža Žerjav
- Anita Klemenčič
- Miha Šimenc
- Vili Črv
- Miha Ličef
- Janez Lampič